# Dana Wyse
Dana Wyse (Vancouver, 9 de agosto de 1965) es una escritora y artista visual canadiense.

## Biografía
Dana Wyse se licenció en Bellas Artes por la Universidad de Columbia Británica en 1991. Vive y trabaja en Vancouver. Al comienzo de su carrera, Dana Wyse desarrolló un trabajo fotográfico en el que exploraba Canadá, su historia y su entorno. Las fotografías de Dana Wyse se publicaron en el libro Vancouver: A History in Photography. En 1996, Dana Wyse inició su obra de arte más conocida, una instalación sobre el tema de unas píldoras farmacéuticas que pueden curarlo todo llamada Jesus Had a Sister Productions. Se trata de una obra en curso en permanente cambio y actualización, a la que la artista le añade nuevos elementos cada año.

### Jesus Had a Sister Productions
La obra de Dana Wyse toma la forma de una empresa farmacéutica ficticia. Cada instalación consiste en una serie de pastillas, sprays, juguetes infantiles ocasionales y otros elementos. Estos objetos están empaquetados en bolsas de plástico, con una caja de cartón promocional grapada encima que enumera sus virtudes. La obra arroja luz sobre aspectos de las relaciones humanas como la confianza, el amor, la comunicación, el placer y el poder. La utópica búsqueda femenina de la perfección, alcanzada sin demora, es la filosofía subyacente de Jesus Had a Sister Productions. Dana Wyse incorpora a su obra imágenes publicitarias de los años 1960 para subrayar al mismo tiempo lo absurdo de estas imágenes, así como la irreprimible atracción de algunas mujeres por las compras y el consumo de masas.

### Exposiciones y colecciones
Dana Wyse ha participado en numerosas exposiciones individuales y colectivas. Sus exposiciones individuales han tenido lugar en instituciones como la Galería Artcore (Toronto, 2001), la Galería Third Avenue (Vancouver, 2001), la Galería Anton Weller (París, 2001), la Galería Torch (Ámsterdam, 2002) o la New Art (Barcelona, 2002), entre otras. En 2017 la Galería de Arte Contemporáneo de La Sorbona celebró con el Instituto ACTE, el CNRS y el ministerio de Cultura francés el 20º aniversario de Jesus Had a Sister Productions.
Las obras de Dana Wyse están expuestas de forma permanente y a la venta en la mayoría de los principales museos internacionales de arte contemporáneo, como el Museo de Arte Contemporáneo de Los Ángeles, el New Museum of Contemporary Art (Nueva York), Les Abattoirs (Toulouse), el Museo de Arte Moderno de París, el Palais de Tokyo (París) o el Museo de Arte Contemporáneo – Castillo de Montsoreau.

## Publicaciones
- Vogel, Aynsley and Wyse, Dana: Vancouver: A History in Photographs. Canmore: Altitude Publishing 1997. ISBN 978-1-55153-076-5
- Lebovici, Elisabeth, Obrist, Hans Ulrich, Wyse, Dana: How to Turn Your Addiction to Prescription Drugs into a Successful Art Career. Paris: Editions du Regard 2007. ISBN 978-2-841051991